# 유엔 헌장을 수호하는 지지 그룹
유엔 헌장을 수호하는 지지 그룹(Group of Friends in Defense of the Charter of the United Nations)은 2021년 7월 뉴욕에서 설립된 유엔의 모임이다. 이 그룹은 처음에 16개 유엔 회원국(알제리, 앙골라, 벨로루시, 볼리비아, 캄보디아, 중국, 쿠바, 북한, 에리트레아, 이란, 라오스, 니카라과, 러시아, 세인트빈센트 그레나딘, 시리아, 베네수엘라)과 1개 유엔 감시국(팔레스타인)으로 구성되었다. 적도 기니, 짐바브웨, 말리는 그 후 이 그룹에 가입했고, 앙골라와 캄보디아는 회원 자격을 철회하여 그룹의 총 회원 국가가 18개국이 되었다.
이 그룹의 주요 목표는 유엔 헌장이라고 흔히 불리는 유엔 창립 조약을 지지하는 메시지를 발표하여 다른 유엔 회원국의 인식된 위반에 대한 무력 사용에 대한 다자주의와 외교를 촉진하는 것이다. 이 그룹은 베네수엘라가 시작했다.